# Canis lupus irremotus
Canis lupus irremotus és una subespècie del llop (Canis lupus).

## Descripció
- Color clar.
- Pesa, de mitjana, entre 38 i 51 kg (l'exemplar més gros mai registrat pesava 65 kg)[2]

## Alimentació
Antigament, el bisó era l'animal predominant de la seva dieta però quan els ramats d'aquell bòvid foren quasi exterminats pels colonitzadors europeus, aquesta subespècie es va veure obligada a alimentar-se de bestiar, la qual cosa la va encaminar devers el seu gairebé extermini.

## Distribució geogràfica
Es troba a Nord-amèrica: des del nord de les muntanyes Rocoses fins al sud d'Alberta (el Canadà).